# Kunzea baxteri
Kunzea baxteri är en myrtenväxtart som först beskrevs av Johann Friedrich Klotzsch, och fick sitt nu gällande namn av Johannes Conrad Schauer. Kunzea baxteri ingår i släktet Kunzea och familjen myrtenväxter. Inga underarter finns listade i Catalogue of Life.

## Bildgalleri

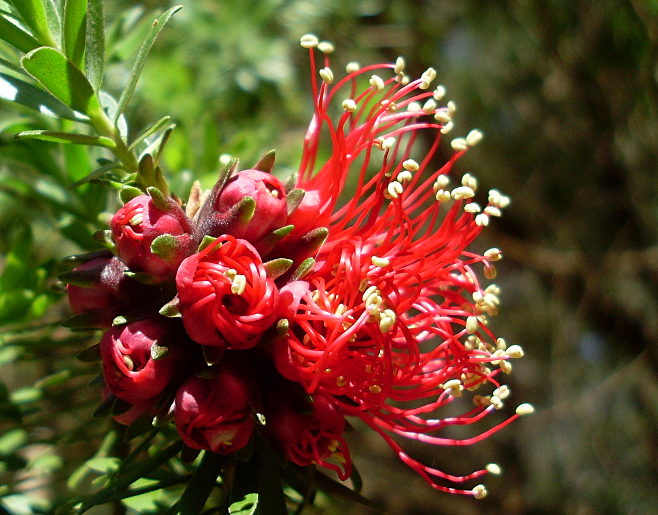